# آموزشگاه مجازی

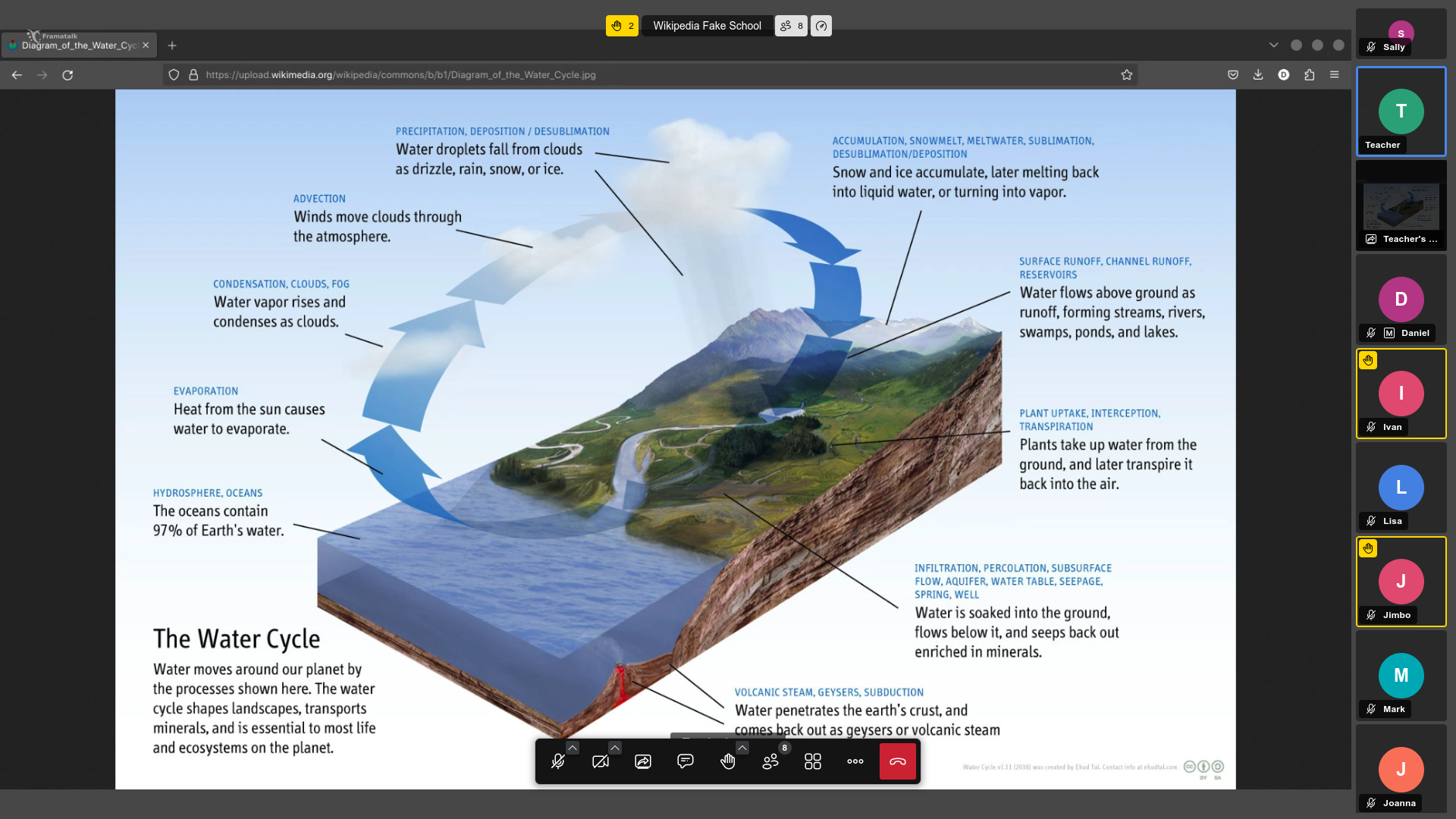
نمونه‌ای از کلاس آنلاین

آموزشگاه مجازی یا آنلاین اسکول به بخشی گفته می‌شود که در آن دوره‌های آموزش مجازی آنلاین ارائه می‌شود. آموزشگاه مجازی موقعیت فیزیکی ندارد و توسط برنامه‌های کامپیوتری ساخته می‌شود. در آموزشگاه مجازی دوره‌های کوتاه مدت برگزار می‌شود. اما در دانشگاه مجازی دانشجویان رشته‌های دانشگاهی را مطالعه می‌کنند.
آموزشگاه مجازی یکی از بخش‌های آموزش الکترونیکی است. در آموزش الکترونیکی محدودیت‌های زمانی و مکانی دیگر برای معلم (یاد دهنده) و شاگرد (یاد گیرنده) اهمیت ندارد بلکه در این سیستم آموزش هر فردی می‌تواند خود هم یاد دهنده باشد هم یادگیرنده. آموزش الکترونیک یا e-Learning توسط نرم‌افزارهای تحت وب به عنوان مدیریت سیستم آموزشی LMS و سیستم مدیریت محتوای آموزشی LCMS تولید و مدیریت می‌شود. از این موارد می‌توان به عنوان یک شیوه موفق به آموزش زبان به شیوه آنلاین اشاره داشت. در این روش با پشتیبانی یک راهبر خودآموزی صورت می‌پذیرد.

## مدل‌های آموزشی
مدل‌های آموزشی انواع مختلفی دارند از انواع راه‌دور گرفته که کتاب‌ها و مطالب آموزشی را برای خودآموزی ارائه می‌کند تا آموزش زنده که دانش‌آموزان یا شاگردان به صورت همزمان در یک کلاس جمع می‌شوند.

## در ایران
مشکل قطعی اینترنت و برق یکی از بزرگترین مشکلات دانش‌آموزان و دانشجویان ایرانی در مواجه با آموزش مجازی است.